# Pilidiostigma papuanum
Pilidiostigma papuanum là một loài thực vật có hoa trong Họ Đào kim nương. Loài này được (Lauterb.) A.J.Scott miêu tả khoa học đầu tiên năm 1978.